# 生島五郎兵衛
生島 五郎兵衛（いくしま ごろべえ、旧姓・上西、前名・百太郎、1868年4月26日〈明治元年4月4日〉 - 没年不明）は、日本の地主、家主、資産家、名望家、兵庫県多額納税者。族籍は兵庫県平民。

## 経歴
兵庫県有馬郡大沢村生まれ。上西文右衛門の二男。先代五郎兵衛の養子となる。1894年、家督を相続し、百太郎を改め襲名する。貸金業、土地家屋貸付業を営む。

## 人物
兵庫県の大地主である。貴族院多額納税者議員選挙の互選資格を有する。宗教は真宗。趣味は書画、骨董、読書。兵庫県在籍で、住所は神戸栄町通2丁目、別宅は中山手通4丁目。

## 家族・親族
生島家
家系について『人事興信録』によると「生島家は古くより神戸に住し、醸造を業とし、同地草分けの旧家で資産家として名がある」という。『現代兵庫県人物史』によると「生島家は数百年以前より菟原郡神戸村の土豪で代々五郎兵衛を襲名し、酒を醸し海運を営み、兵庫の北風氏と共に京阪各地に喧称された豪商だった。先代・五郎兵衛は元町の醸造場を取り払い、市街宅地に提供し、断然一切の商業を廃して従来所有する土地家屋の経営と貸金で確実に遺産を保護することにした。」という。
- 養父・五郎兵衛[2][3]
- 養母・みの（1861年 - ?）[13]
- 妻・スヘ（1871年 - ?、大阪、岩崎清平の妹）[3][13]
- 二男・勝次（1898年 - ?、地家主）[7]
- 息子・嘉蔵[注 2]（1903年 - ?、地家主）[7]
- 五男[13]
- 養子[2]
- 孫[2]

親戚
- 生島五三郎（資産家、兵庫県多額納税者、地家主、土地家屋経営、金融業）[13]
- 生島五三郎（検事）[5]